# Stampkot Veldeman
Het Stampkot Veldeman (ook: Stampkot Duerinck) is een voormalige rosmolen in het tot de Belgische gemeente Dendermonde behorende dorp Schoonaarde, gelegen aan Eegene 136. De molen fungeerde als oliemolen en ligt vlak bij de Schelde.

## Geschiedenis
Oorspronkelijk was er een oliemolen van het type binnenrosmolen die behoorde bij het landhuis van de abt van de Abdij van Affligem. Vanaf 1866 werd deze molen aangedreven door stoomkracht.
Het landhuis werd in het derde kwart van de 18e eeuw gebouwd voor Joannes Henricus van Frankenberg, abt van Affligem en vanaf 1759 aartsbisschop van Mechelen, die ook heer van de heerlijkheid Eegene was.
Einde 18e eeuw werden de goederen van de abdij verbeurd verklaard en werd ook het huis met de olieslagerij verkocht aan een particulier. In 1866 werd door de toenmalige eigenaars, Ivo en Arthur Veldeman, een stoomketel met stoommachine geplaatst. In 1878 kwam de olieslagerij aan Theophile Duerinck en deze richtte er tevens een maalderij in. In 1886 werden de oude bijgebouwen vervangen door nieuwe, die er nu nog staan en welke rond de binnenplaats zijn gegroepeerd. In 1897 werd de stoominstallatie vervangen.
In 1950 werd het bedrijf stopgezet. Het binnenwerk van de molen is geheel verdwenen.

## Gebouwen
Het herenhuis heeft nog een trap in Lodewijk XVI-stijl en in de woonkamer een schouw in classicistische stijl met een medaillon dat aartsbisschop Van Frankenberg verbeeldt. Rondom de binnenplaats zijn bakstenen dienstgebouwen in carré gegroepeerd. In het noordoosten, haaks op het woonhuis, is de oude stoomolieslagerij, in het noordwesten de maalderij met bakoven, die aan de olieslagerij is vastgebouwd. In het westelijk deel schuren, woonruimte voor de knechts, wagenhuis en koetshuis, meest 19e-eeuws.